# El Mogote, delstaten Mexiko
El Mogote är en ort i Mexiko, tillhörande kommunen Aculco i den nordvästra delen av delstaten Mexiko, i den centrala delen av landet. Orten hade 1 248 invånare vid folkräkningen 2010.